# Anzia dictyorhiza
Anzia dictyorhiza är en lavart som först beskrevs av George Edward Massee, och fick sitt nu gällande namn av Yoshim. Anzia dictyorhiza ingår i släktet Anzia och familjen Parmeliaceae.   Inga underarter finns listade i Catalogue of Life.